# Yoel Romero
Yoel Romero Palacio (Pinar del Río, 30 de abril de 1977) es un artista marcial mixto cubano que ha competido en las categorías de peso medio y peso semipesado en empresas como Ultimate Fighting Championship y Bellator MMA, donde actualmente compite en el peso semipesado. Romero ha sido campeón mundial de lucha libre libanesa y ha obtenido la medalla de plata en los Juegos Olímpicos.

## Carrera en lucha
Romero compitió en los Juegos Olímpicos de Sídney 2000 y Atenas 2004, en representación de su país natal Cuba. En Sídney 2000, Romero obtuvo la medalla de plata en lucha de estilo libre, perdiendo ante Adam Saitiev en la final. En Atenas 2004, Romero acabó en cuarto lugar.
Desde 1997 a 2005, Romero representó a Cuba en el Campeonato Mundial de Lucha. Finalizó en el top 3 en 5 ocasiones diferentes y se convirtió en campeón mundial en el año 1999. Otros logros notables incluyen una medalla de oro en los Juegos Panamericanos de 2003. Después de 2005, Romero compitió con moderación y poco después de ganar el Gran Premio de Alemania en el verano de 2007, se trasladó allí.

## Carrera de artes marciales mixtas

### Carrera temprana
En 2007, Romero se trasladó a Alemania donde comenzó su carrera en las artes marciales mixtas en diciembre de 2009. Desde su debut hasta 2011, Romero acumuló un récord de 4-0, ganando todos sus combates por KO/TKO.

### Ultimate Fighting Championship
Romero debutó en UFC en el peso medio contra Clifford Starks el 20 de abril de 2013 en UFC on Fox 7. Romero ganó la pelea por nocaut en la primera ronda, ganando así el premio al KO de la Noche.
En su segundo combate, Romero se enfrentó a Ronny Markes el 6 de noviembre de 2013 en UFC Fight Night 31. Romero ganó la pelea por nocaut en la tercera ronda.
El 15 de enero de 2014, Romero se enfrentó a Derec Brunson en UFC Fight Night 35. Tras haber perdido las dos primeras rondas, Romero ganó la pelea en la tercera por nocaut técnico. Tras el evento, ambos peleadores ganaron el premio a la Pelea de la Noche.
Romero se enfrentó a Brad Tavares el 19 de abril de 2014 en UFC on Fox 11. Romero ganó la pelea por decisión unánime.
Romero se enfrentó a Tim Kennedy el 27 de septiembre de 2014 en UFC 179. Romero ganó la pelea por nocaut técnico en la tercera ronda. Durante la pelea, Yoel casi fue noqueado pero el asalto terminó antes de que Kennedy pudiese rematar a su adversario. Durante el descanso entre asaltos, Romero se tomó algo más de tiempo para recuperarse, originando así abucheos e insultos desde el público. Existen diversas opiniones sobre si Romero debió o no ser descalificado al no levantarse al instante para comenzar el siguiente asalto. Una vez que fue obligado a levantarse y pelear, Romero ya de nuevo recuperado logró alcanzar el rostro de su oponente logrando noquearlo y ganando la pelea. Tras el evento, ambos peleadores ganaron el premio a la Pelea de la Noche.
El 27 de junio de 2015, Romero se enfrentó a Lyoto Machida en UFC Fight Night 70. Romero ganó la pelea por nocaut en la tercera ronda, ganando así el premio a la Actuación de la Noche.
El 12 de diciembre de 2015, Romero se enfrentó a Ronaldo Souza en UFC 194. Romero ganó la pelea por decisión dividida. Muchos medios del mundo del deporte dieron como ganador claro a Souza.
Romero se enfrentó a Chris Weidman el 12 de noviembre de 2016 en UFC 205. Romero ganó la pelea por nocaut en la tercera ronda, ganando así el premio a la Actuación de la Noche.
Romero se enfrentó a Robert Whittaker por el Campeonato Interino de Peso Medio el 8 de julio de 2017 en UFC 213. Romero perdió la pelea por decisión unánime. Tras el evento, ambos peleadores ganaron el premio a la Pelea de la Noche.
Romero estaba programado para enfrentar a David Branch el 24 de febrero de 2018 en UFC en Fox 28. Sin embargo, el 13 de enero de 2018, se informó que Whittaker se retiró de su pelea contra Luke Rockhold que estaba programada para llevarse a cabo en el UFC 221 debido a una lesión no revelada. Se anunció que será reemplazado por Romero en lo que ahora es una pelea por el Campeonato Interino de Peso Medio de UFC. El ganador de esta pelea enfrentará a Whittaker en una pelea de unificación.
Romero se enfrentó a Luke Rockhold el 10 de febrero de 2018 en UFC 221. Romero ganó la pelea por nocaut en la tercera ronda. Debido a que Romero no pudo dar la talla en el pesaje por primera vez en su carrera deportiva, no pudo ser proclamado Campeón Interino de Peso Medio de UFC. Aun así, Dana White, ya ha anunciado que la próxima pelea por el título de Campeón de Peso Medio de UFC será entre Romero y Robert Whittaker tan pronto como este último se encuentre recuperado.
El combate de revancha contra Whittaker tuvo lugar el 9 de junio de 2018 en UFC 225. En el pesaje, Romero perdió peso, llegando a 186 libras, 1 libra por encima del límite de peso medio para una pelea por el título. A Romero le dieron tiempo adicional para hacer el peso, pero pesó 185.2 libras, 0.2 libras más. Romero fue multado con el 20% de su bolsa de pelea y la pelea procedió como una pelea de peso acordado sin título en juego. Romero perdió la pelea por decisión dividida. La pelea fue otorgada con el premio a Pelea de la Noche, pero debido a la pérdida de peso de Romero, Whittaker recibió su premio de $50,000 ganando un total de $100,000.
Se esperaba que Romero se enfrente a Paulo Costa el 3 de noviembre de 2018 en el UFC 230. Sin embargo, Romero indicó a mediados de agosto que si bien se le autorizó a pelear, sus médicos le han recomendado que espere otros cuatro o cinco meses (a principios de 2019) para permitir que las heridas faciales ocurridas durante su combate más reciente sanen por completo. Los oficiales de la promoción eliminaron la pelea de la cartelera el 12 de septiembre, pero no han confirmado si el combate se mantendría intacto y reprogramado para un futuro evento, o si Costa volvería a ser programado contra un nuevo oponente.

### Bellator MMA
El 14 de diciembre de 2020, se anunció que Romero había llegado a un acuerdo de múltiples peleas con Bellator MMA y se espera que compita en su división de peso semipesado a partir de 2021.
El 9 de febrero de 2021, se anunció que Romero participaría en el Torneo del Gran Premio Mundial de Peso Semipesado de Bellator. Estaba programado para enfrentarse a Anthony Johnson en la ronda de cuartos de final en Bellator 257 el 16 de abril. El 26 de marzo, se anunció que la pelea se trasladaría a Bellator 258 el 7 de mayo. El 29 de abril, se anunció que Yoel había fallado en sus exámenes médicos debido a un problema en el ojo y la pelea fue retirada de la cartelera y el Torneo Grand Prix, siendo reemplazado por José Augusto.
Romero hizo su debut en Bellator el 18 de septiembre de 2021 en Bellator 266 contra Phil Davis. Perdió la pelea por decisión dividida.
Romero estaba programado para pelear contra Melvin Manhoef el 6 de mayo de 2022 en Bellator 280. Sin embargo, Manhoef se retiró de la pelea debido a una lesión en la mano mientras detenía a unos asaltantes y fue reemplazado por Alex Polizzi. Ganó la pelea por TKO en los últimos segundos del tercer asalto. Después del combate Polizzi publicó en sus redes sociales que debido a los golpes del cubano había sufrido una fractura en su mandíbula y en el pie.
La pelea contra Melvin Manhoef fue reprogramada esta vez para el 23 de septiembre de 2022 en Bellator 285.
Romero estaba programado para enfrentar a Vadim Nemkov por el Campeonato Mundial de Peso Semipesado de Bellator el 4 de febrero de 2023 en Bellator 290. Sin embargo, Nemkov se vio obligado a retirarse debido a una razón no revelada y la pelea fue cancelada.
Romero se enfrentó a Vadim Nemkov por el Campeonato Mundial de Peso Semipesado de Bellator el 16 de junio de 2023 en Bellator 297. Perdió la pelea por decisión unánime.
Romero se enfrentó a Thiago Santos el 24 de febrero de 2024 en PFL vs. Bellator. Ganó la pelea por decisión unánime.

### Global Fight League
El 16 de enero de 2025, se anunció que Romero había firmado con Global Fight League (GFL). Romero estaba programado para enfrentar a Maurício Rua en una fecha y lugar por anunciar. Sin embargo, Rua se retiró por razones desconocidas y fue reemplazado por el ex dos veces campeón peso mediano de Bellator, Gegard Mousasi.

## Vida personal
Romero es un cristiano devoto, y por lo tanto se ha dado a sí mismo el apodo de Soldado de Dios. Su hermano menor, Yoan Pablo Hernández, es campeón de peso crucero en boxeo profesional.

## Campeonatos y logros
| - Ultimate Fighting Championship - Pelea de la Noche (cuatro veces) - Actuación de la Noche (dos veces) - KO de la Noche (una vez) | - Juegos Olímpicos - Sídney 2000 - Cuarto puesto Atenas 2004 - Campeonato Mundial de Lucha - Ankara 1999 - Teherán 2002 - Budapest 2005 - Teherán 1998 - Sofía 2001 - Juegos Panamericanos - Santo Domingo 2003 - Winnipeg 1999 |

## Récord en artes marciales mixtas
| Resultado | Récord | Oponente          | Método                           | Evento                                  | Fecha                    | Ronda | Tiempo | Localización            | Notas |
| --------- | ------ | ----------------- | -------------------------------- | --------------------------------------- | ------------------------ | ----- | ------ | ----------------------- | --- |
| Derrota   | 15–7   | Vadim Nemkov      | Decisión (unánime)               | Bellator 297                            | 16 de junio de 2023      | 5     | 5:00   | Chicago, Illinois       | Por el Campeonato Mundial de Peso Semipesado de Bellator |
| Victoria  | 15–6   | Melvin Manhoef    | KO (Codazos)                     | Bellator 285                            | 23 de septiembre de 2022 | 3     | 3:34   | Irlanda, Dublin         | |
| Victoria  | 14–6   | Alex Polizzi      | TKO (golpes)                     | Bellator 280                            | 6 de mayo de 2022        | 3     | 4:59   | París, Francia          | |
| Derrota   | 13–6   | Phil Davis        | Decisión (unánime)               | Bellator 266                            | 18 de septiembre de 2021 | 3     | 5:00   | San José, California    | Regreso al Peso Semipesado |
| Derrota   | 13–5   | Israel Adesanya   | Decisión (unánime)               | UFC 248                                 | 7 de marzo de 2020       | 5     | 5:00   | Paradise, Nevada        | Por el Campeonato de Peso Medio de UFC. |
| Derrota   | 13–4   | Paulo Costa       | Decisión (unánime)               | UFC 241                                 | 17 de agosto de 2019     | 3     | 5:00   | Anaheim, California     | Pelea de la Noche. |
| Derrota   | 13–3   | Robert Whittaker  | Decisión (dividida)              | UFC 225                                 | 9 de junio de 2018       | 5     | 5:00   | Chicago, Illinois       | Inicialmente pelea por el Campeonato de Peso Medio de UFC. Romero falló el pesaje superando el límite del peso medio en combate titular (185.2 lbs) y el título sólo fue elegible para Whittaker; Pelea de la Noche; Pelea del Año (2018). |
| Victoria  | 13–2   | Luke Rockhold     | KO (golpes)                      | UFC 221                                 | 11 de febrero de 2018    | 3     | 1:28   | Perth                   | Originalmente por el Campeonato Interino de Peso Medio de UFC. Romero falló el pesaje superando el límite del peso medio en combate titular (187.7 lbs) y el título sólo fue elegible para Rockhold.                                       |
| Derrota   | 12–2   | Robert Whittaker  | Decisión (unánime)               | UFC 213                                 | 8 de julio de 2017       | 5     | 5:00   | Las Vegas, Nevada       | Por el Campeonato Interino de Peso Medio de UFC; Pelea de la Noche. |
| Victoria  | 12–1   | Chris Weidman     | TKO (rodillazo volador y golpes) | UFC 205                                 | 12 de noviembre de 2016  | 3     | 0:24   | Nueva York, Nueva York  | Actuación de la Noche. |
| Victoria  | 11–1   | Ronaldo Souza     | Decisión (dividida)              | UFC 194                                 | 12 de diciembre de 2015  | 3     | 5:00   | Las Vegas, Nevada       | |
| Victoria  | 10–1   | Lyoto Machida     | KO (codazos)                     | UFC Fight Night: Machida vs. Romero     | 27 de junio de 2015      | 3     | 1:38   | Hollywood, Florida      | Actuación de la Noche. |
| Victoria  | 9–1    | Tim Kennedy       | TKO (golpes)                     | UFC 178                                 | 27 de septiembre de 2014 | 3     | 0:58   | Las Vegas, Nevada       | Pelea de la Noche. |
| Victoria  | 8–1    | Brad Tavares      | Decisión (unánime)               | UFC on Fox: Werdum vs. Browne           | 19 de abril de 2014      | 3     | 5:00   | Orlando, Florida        | |
| Victoria  | 7–1    | Derek Brunson     | TKO (codazos al cuerpo)          | UFC Fight Night: Rockhold vs. Philippou | 15 de enero de 2014      | 3     | 3:23   | Duluth, Georgia         | Pelea de la Noche. |
| Victoria  | 6–1    | Ronny Markes      | KO (golpes)                      | UFC: Fight for the Troops 3             | 6 de noviembre de 2013   | 3     | 1:39   | Fort Campbell, Kentucky | |
| Victoria  | 5–1    | Clifford Starks   | KO (rodillazo volador y golpes)  | UFC on Fox: Henderson vs. Melendez      | 20 de abril de 2013      | 1     | 1:32   | San José, California    | Debut en peso medio; KO de la Noche. |
| Derrota   | 4–1    | Rafael Cavalcante | KO (golpes)                      | Strikeforce: Barnett vs. Kharitonov     | 10 de septiembre de 2011 | 2     | 4:51   | Cincinnati, Ohio        | |
| Victoria  | 4–0    | Laszlo Eck        | KO (golpes)                      | Fight of the Night 2011                 | 27 de mayo de 2011       | 1     | 0:33   | Greding                 | |
| Victoria  | 3–0    | Nikita Petrovs    | TKO (retiro)                     | SFC 3: MMA Fight Night                  | 5 de marzo de 2011       | 1     | 2:58   | Giessen                 | |
| Victoria  | 2–0    | Michał Fijałka    | TKO (retiro)                     | IFF: The Eternal Struggle               | 8 de octubre de 2010     | 3     | 4:05   | Dąbrowa Górnicza        | |
| Victoria  | 1–0    | Sascha Weinpolter | TKO (golpes)                     | Fight of the Night 2009                 | 20 de diciembre de 2009  | 1     | 0:48   | Núremberg               | Debut en MMA |